# Карл, Чарльз
Чарльз Джордж Карл (англ. Charles George Karle; 15 мая 1898, Филадельфия, Пенсильвания — 24 июня 1946, Брин-Мар, Пенсильвания) — американский гребец, выступавший за сборную США по академической гребле в конце 1920-х годов. Серебряный призёр летних Олимпийских игр в Амстердаме в зачёте распашных безрульных четвёрок, победитель и призёр многих регат национального значения.

## Биография
Чарльз Карл родился 15 мая 1898 года в Филадельфии, штат Пенсильвания.
С юных лет увлекался спортом, проходил подготовку под руководством своего отца, уроженца Германии, при поддержке которого помимо гребли успешно выступал в велоспорте, конькобежном спорте, гимнастике.
Позже занимался академической греблей в местном филадельфийском клубе Pennsylvania Barge Club, в составе которого неоднократно становился победителем и призёром регат национального значения.
Наивысшего успеха в гребле на международном уровне добился в сезоне 1928 года, когда вошёл в основной состав американской национальной сборной и благодаря череде удачных выступлений удостоился права защищать честь страны на летних Олимпийских играх в Амстердаме. В программе распашных безрульных четвёрок совместно с Уильямом Миллером, Джорджем Хилисом и Эрнестом Байером благополучно преодолел все предварительные этапы, тогда как в решающем финальном заезде на финише секунду уступил гребцам из Великобритании — тем самым выиграл серебряную олимпийскую медаль.
Впоследствии продолжал активно заниматься спортом на любительском уровне, регулярно устраивал поездки на велосипеде по шоссе.
24 июня 1946 года был насмерть сбит автомобилем во время велосипедной тренировки в статистически обособленной местности Брин-Мар недалеко от Филадельфии.